# Pelòron
El cap de Pelòron
(grec antic: Πέλωρος ἄκρα, Πελωρίς o Πελωριάς, llatí: Pelorus, Peloris o Pelorias) era un famós cap de Sicília, que formava l'extrem nord-est de l'illa, i un dels tres que donaven a l'illa el nom de Trinàcria ('de tres angles'), segons diuen Estrabó i Plini el Vell. El seu nom modern es Capo del Faro. És un promontori muntanyós que s'estén des de vora Messana fins a Miles, l'actual Milazzo. Diodor de Sicília diu que hi ha una distància de 100 estadis des del cap fins a Messana.
Prop del cap es troba la costa italiana (moderna Punta del Pezzo) al Brútium. El seu nom segons diversos autors, entre ells Pomponi Mela i Valeri Màxim, era el del pilot d'Anníbal, al que el general cartaginès va fer matar perquè sospitava una traïció, però això és impossible, ja que el nom apareix a les fonts segles abans dels temps d'Anníbal. Per la seva posició, Peloros dominava el pas de l'estret de Messina.
Era una base naval important. L'any 425 aC la flota atenenca sota comandament de Laques es va establir a Rhegion i els siracusans i els seus aliats van posar un lloc de vigilància a Peloros, amb les naus i també una força terrestre, segons diu Tucídides. L'any 396 aC el general cartaginès Himilcó va prendre posicions a Peloros i va atacar als vaixells de Messana quan es van fer a la mar.
Al començament de la Primera Guerra Púnica els cartaginesos van ancorar la seva flota a Peloros durant el setge de Messana, ciutat que volien ocupar per evitar que els romans travessessin l'estret de Messina.
I a la lluita entre Sext Pompeu i Octavi (August) a la rodalia de Messana, el cap Peloros era objecte d'estreta vigilància per les naus de Pompeu per impedir cap desembarcament.
Una tradició que recull Diodor de Sicília, però que ve d'Hesíode explica que el promontori de Pelòron era una obra artificial que va construir el gegant Orió. Entre la platja i el turó hi havia a l'antiguitat dos petit estanys famosos perquè segons Ateneu de Nàucratis produïen les millors anguiles i escopinyes de Sicília. Sobre Pèloron hi havia un temple de Neptú i un far, cosa que recorda el nom actual de Punta del Faro.